# Língua muscogee
A língua muscogee (Maskoki) ou Creek é uma língua ameríndia falada pelos povos Muscogree (Creek) e Seminoles na Flórida e Oklahoma. É falado por tão somente 4.300 pessoas. Faz parte da família das línguas Muskogi.

## Escrita
Creek apareceu escrita pela primeira vez em 1849. O alfabeto latino padronizado para a língua data de  1853. Por volta de 1870  já havia artigos de jornal escritos na língua.
O Alfabeto latino é usado com 20 letras. Não há as letras B, D, G, J, Q, X e Z. Há o E também com barra superior.  São usados os conjuntos eu, eu, vo;
Há tons e nasalizações, porém, não indicadas na escrita.

## Fonologia
A fonologia é conforme , 
|                   | Labial | Alveolar | Palatal | Velar | Glotal |
| ----------------- | ------ | -------- | ------- | ----- | ------ |
| Plosiva           | p      | t        |         | k     |        |
| Africado          |        |          | ʧ       |       |        |
| Fricativo         | f      | s        |         |       | h      |
| Lateral fricativo |        | ɬ        |         |       |        |
| Nasal             | m      | n        |         |       |        |
| Lateral           |        | l        |         |       |        |
| Semivogal         | w      |          | j       |       |        |

/ʧ/ se pronuncia <c>, /ɬ/ se pronuncia <r>, y /j/ se pronuncia <y>.
|                   | Anterior  | Central   | Posterior |
| ----------------- | --------- | --------- | --------- |
| Fechada           | i iː ĩ ĩː |           |           |
| Vogal semi-aberta |           |           | o oː õ õː |
| aberta            |           | a aː ã ãː |           |

## Acentuação
A sílaba chave de uma palavra é geralmente marcada por sinal. Essa é a última sílaba com tonicidade normal; as sílabas que a seguem são mais fracas em tom.

### Palavras formadas unicamente por sílabas suaves
ifá: 'perro'
itìwanàjipíta: 'conectar um com o outro'
ahìtsitá: 'o que busca o outro'
amìfotsì: 'meu cachorro'
hitsíta: 'o que vê o outro'
ifótsi: 'cachorro'
isìmahìtsitá: 'o que vigia o outro'
imàhitsíta: 'o que procura alguém'